# Römisches Brandgräberfeld Lünebach
Koordinaten: 50° 8′ 37″ N, 6° 22′ 10″ O
Das Römische Brandgräberfeld Lünebach ist ein römisches Grabfeld in der Ortsgemeinde Lünebach im Eifelkreis Bitburg-Prüm in Rheinland-Pfalz.

## Beschreibung
Das Brandgräberfeld befindet sich nordöstlich von Lünebach zwischen den Ortsgemeinden Matzerath und Lierfeld.
Die Brandgräber stammen aus dem 1. und 2. Jahrhundert n. Chr. und zählen somit zur Epoche der Römer.

## Archäologische Befunde
Die Brandgräber befanden sich in einer gerodeten Fläche und wurden bei den ersten hier durchgeführten landwirtschaftlichen Arbeiten zerstört. Im Zuge der anschließenden Untersuchungen wurde festgestellt, dass es sich um Brandgräber handelt, die teilweise mit Steinplatten umstellt waren und mit einem Deckstein verschlossen wurden (Aschenkisten). Eines der Gräber wurde nicht zerstört und konnte geschlossen geborgen werden. Anhand der Beigaben konnte das Grab in das 2. Jahrhundert n. Chr. datiert werden. Man fand hauptsächlich Gefäße, aber auch Keramik aus dem 1. Jahrhundert n. Chr. sowie eine Terra-Sigillata-Schale. Die Funde aus verschiedenen Zeiten sprechen für eine längere Nutzungsdauer des Brandgräberfeldes.

## Erhaltungszustand und Denkmalschutz
Das Brandgräberfeld wurde bei den landwirtschaftlichen Arbeiten nahezu vollständig zerstört. Ein Grabfund wurde geborgen, sodass es heute nicht mehr vor Ort erhalten ist. Mittlerweile befindet sich das Areal wieder innerhalb einer Waldfläche.
Das Brandgräberfeld ist als eingetragenes Kulturdenkmal im Sinne des Denkmalschutzgesetzes des Landes Rheinland-Pfalz (DSchG) unter besonderen Schutz gestellt. Nachforschungen und gezieltes Sammeln von Funden sind genehmigungspflichtig, Zufallsfunde an die Denkmalbehörden zu melden.